# Antonín Spěvák (fotbalista)
Antonín Spěvák (* 14. února 1971) je bývalý český fotbalista, obránce.

## Fotbalová kariéra
V československé a české lize hrál za SKP Union Cheb a AFK Atlantic Lázně Bohdaneč. Nastoupil ve 35 ligových utkáních. Ve druhé nejvyšší soutěži hrál i za FK GGS Arma Ústí nad Labem a FK Mogul Kolín.

## Ligová bilance
| Ročník                                   | Zápasy | Góly | Klub                        |
| ---------------------------------------- | ------ | ---- | --------------------------- |
| 1. československá fotbalová liga 1990/91 | 11     | 0    | SKP Union Cheb              |
| 1. československá fotbalová liga 1991/92 | 9      | 0    | SKP Union Cheb              |
| 2. česká fotbalová liga 1995/96          | 26     | 0    | FK GGS Arma Ústí nad Labem  |
| 2. česká fotbalová liga 1996/97          | 27     | 0    | AFK Atlantic Lázně Bohdaneč |
| Gambrinus liga 1997/98                   | 15     | 0    | AFK Atlantic Lázně Bohdaneč |
| 2. česká fotbalová liga 1998/99          | 25     | 2    | AFK Atlantic Lázně Bohdaneč |
| 2. česká fotbalová liga 2001/02          | 4      | 0    | FK Mogul Kolín              |
| CELKEM 1. liga                           | 35     | 0    |                             |